# Diário do Sul (Portugal)
O Diário do Sul é um jornal regional publicado em Évora.
Fundado em 1969, o jornal é desde então dirigido por Manuel Madeira Piçarra.
Recebeu o Prémio Gazeta Imprensa Regional (2008).